# Hiéroglyphe égyptien F41
Les vertèbres, en hiéroglyphes égyptiens, sont classifiées dans la section F « Parties de mammifères » de la liste de Gardiner ; cet hiéroglyphe y est noté F41.

## Représentation
Il représente une série de vertèbres en représentation conventionnel. Il provient d'un ancien signe (M182 (?)) représentant des tiges de lin liées entre elles avec les capsules découpées. 

## Utilisation
| p · z | d · F41 |

| p · z | d · F41 |

| S · a | t · F41 | T30 · Z2 |

| S · a | t · F41 | T30 · Z2 |

| S · a | t · F41 |

| S · a | t · F41 |